# Som om vi ikke har mere at sige...
Som om vi ikke har mere at sige... er det 20. studiealbum fra den danske popgruppe tv·2, der udkom den 14. marts 2025 på PladeSelskabet Have a Cigar og Universal. Albummet er produceret af Lars Skjærbæk, Mads Björn, Tommy Riis Hansen og Andreas Riis Nielsen.

## Spor
Alt tekst og musik er skrevet af Steffen Brandt; undtagen "Sol i hver eneste sommer" tekst af Steffen Brandt og Sigfred Pedersen, og musik af Kjeld Jørgensen.
| #   | Titel                                             | Producer                                | Længde |
| --- | ------------------------------------------------- | --------------------------------------- | ------ |
| 1.  | "De græder i Jylland"                             | Lars Skjærbæk                           | 3:28   |
| 2.  | "Tak Rebecca"                                     | Skjærbæk                                | 4:11   |
| 3.  | "Som om" (featuring Mumle)                        | Mads Björn                              | 4:01   |
| 4.  | "Kys din kæreste på rejsen"                       | Björn                                   | 3:40   |
| 5.  | "Sol i hver eneste sommer" (featuring Mads Björn) | Björn                                   | 3:50   |
| 6.  | "Bob Dylan i en port"                             | Tommy Riis Hansen, Andreas Riis Nielsen | 3:02   |
| 7.  | "Én mand – sulten"                                | Hansen, Nielsen                         | 3:29   |
| 8.  | "Åben din dør"                                    | Björn                                   | 4:17   |
| 9.  | "Drømmene tilbage"                                | Björn                                   | 4:28   |
| 10. | "Tal til mig nu"                                  | Björn                                   | 3:31   |
| 11. | "Vandet i vandhullet"                             | Björn                                   | 4:48   |
| 12. | "Jeg skulle have været din sommer"                | Skjærbæk                                | 4:23   |
| 13. | "Fra nu af"                                       | Björn                                   | 4:23   |

## Medvirkende
- Mads Björn – producer (spor 3, 4, 5, 8, 9, 10, 11, 13), arrangement (spor 3), gæstevokal (spor 5)
- Lars Skjærbæk – producer (spor 1, 2, 12)
- Tommy Riis Hansen – producer (spor 6, 7)
- Andreas Riis Nielsen – producer (spor 6, 7)
- Jacob Bredahl – lydteknik
- Jacob Schjødt Worm – lydteknik, supplerende mixer (spor 6, 7)
- Oliver – lydteknik
- Krenne – lydteknik
- Lasse Baunkilde – mixer og mastering
- Hans Erik Lerchenfeld – guitar
- Georg Olesen – bas
- Sven Gaul – trommer
- Steffen Brandt – tekst, musik, vokal, keyboard, akustisk guitar
- Mumle – gæstevokal (spor 3)
- Niels Hoppe – tenorsaxofon
- Anders Christensen – trombone
- Jan Lynggaard – trompet
- Peter Dencker – supplerende keyboards
- Lars Wagner – supplerende trommer

## Hitliste
| Hitliste (2025)        | Højeste placering |
| ---------------------- | ----------------- |
| Danmark (Album Top-40) | 2                 |